# Nikolaus Lang
Nikolaus Lang (Oberammergau, 12 febbraio 1941 – Murnau am Staffelsee, 11 febbraio 2022) è stato un pittore tedesco concettuale.
Visse a Murnau am Staffelsee, Germania ed a Marazion, Cornovaglia. Sposò Celia Lang, con cui ha due figli, Benjamin e Daniel Lang, il primo un regista. Fu inoltre cugino dell'architetto e fumettista Ernst Maria Lang.
Fu uno dei primi pittori ad utilizzare artefatti sociali all'interno delle proprie opere, a partire dagli anni '70.
Nel 1995 è stato girato il documentario sulla sua figura intitolato German Artist Uncovers Australia della South Australian Film.